# Locketina
Locketina es un género de arañas araneomorfas de la familia Linyphiidae. Se encuentra en el Sudeste de Asia.

## Lista de especies
Según The World Spider Catalog 12.0::
- Locketina fissivulva (Millidge & Russell-Smith, 1992)
- Locketina pusilla (Millidge & Russell-Smith, 1992)
- Locketina versa (Locket, 1982)